# Sychesia tupus
Sychesia tupus är en fjärilsart som beskrevs av Jordan 1916. Sychesia tupus ingår i släktet Sychesia och familjen björnspinnare. Inga underarter finns listade i Catalogue of Life.